# Apegus rufipedus
Apegus rufipedus is een vliesvleugelig insect uit de familie van de Scelionidae. De wetenschappelijke naam van de soort is voor het eerst geldig gepubliceerd in 1986 door Kozlov & Kononova.